# Dan Byrd
Daniel "Dan" Byrd (Chicago, 20 de noviembre de 1985) es un actor estadounidense. Sus papeles más destacados incluyen la versión del 2006 The Hills Have Eyes, la serie cómica de CW Aliens in America, A Cinderella Story  junto a Hilary Duff, y Cougar Town de la ABC.

## Carrera
Su primera actuación en pantalla fue en la película de 1999 The First of May, protagonizada por Julie Harris y Mickey Rooney. Luego comenzó a tener continuas apariciones en series de televisión como Judging Amy, Any Day Now, ER y Touched by an Angel antes de obtener su primer papel importante en la miniserie de TNT Salem's Lot interpretando al alumno Mark Petrie. La miniserie de dos capítulos era protagonizada además por Rob Lowe, Andre Braugher, James Cromwell y Donald Sutherland.
En 2004 Byrd apareció en A Cinderella Story junto a Hilary Duff. El proyecto fue seguido por la serie Clubhouse, junto a Mare Winningham, Michael Jai White, John Ortiz y Christopher Lloyd.
En el 2006, Byrd protagonizó la versión The Hills Have Eyes, de Alexandre Aja. La película, basada en la cinta de culto original de Wes Craven de 1977, fue coprotagonizada por Aaron Stanford, Emilie de Ravin, Vinessa Shaw, Ted Levine y Kathleen Quinlan.
También en 2006, Byrd protagonizó junto a John Travolta en el thriller Lonely Hearts. La historia sigue la historia real de los asesinos Martha Beck y Raymond Fernandez (interpretados por Salma Hayek y Jared Leto respectivamente), que desarrollan un retorcido enamoramiento a medida que viajan por el país atrayendo víctimas desprevenidas a través de anuncios personales en el periódico. Travolta interpretó al detective principal del caso y Byrd a su hijo con problemas. James Gandolfini también participó.
Byrd estaba listo para aparecer en la versión del 2007 de Revenge of the Nerds, producida por la compañía de McG Wonderland Productions y por Atomic Fox, pero después de tres semanas de rodaje, el proyecto fue cancelado. Luego se fue a The CW a protagonizar la comedia Aliens in America que sigue la historia de una ama de casa de Wisconsin que se encarga de acoger a un estudiante extranjero de intercambio, creyendo que el visitante podrá ayudar a su tímido hijo (Byrd) a hacerse más popular. Sin embargo, el show sólo duró una temporada.
En octubre del  2008 Entertainment Weekly informa que Byrd ha sido elegido en el elenco de Heroes en un papel recurrente como el aprendiz de Sylar (Zachary Quinto). Interpreta a Lucas Campbell y tiene la capacidad de emitir pulsos de microondas. Se ha comprometido a aparecer en al menos tres episodios del cuarto volumen de Heroes. Byrd también apareció en un episodio Greek de ABC Family, interpretando al amigo de la secundaria de Dale (Clark Duke).
En 2010, tuvo un papel secundario interpretando a Brandon, un adolescente gay que finge dormir con el personaje de Emma Stone en Easy A. Ese mismo año interpretó al personaje principal en Norman. La película trata de un estudiante de secundaria que perpetúa una mentira donde él es un enfermo de cáncer terminal con el fin de ganar la simpatía de sus compañeros. El nominado al Óscar, Richard Jenkins, interpreta a su padre. Emily VanCamp y Adam Goldberg también participan.
Actualmente tiene un papel en serie cómica Cougar Town de ABC, como el hijo del personaje principal interpretado por Courteney Cox.

## Filmografía
| Año         | Título                                      | Papel                               |
| ----------- | ------------------------------------------- | ----------------------------------- |
| 1999        | The First of May                            | Cory                                |
| 1999        | The Price of a Broken Heart                 | Eric Hutlemeyer                     |
| 2000        | 28 Days                                     | Dan                                 |
| 2001        | Adoption Day                                | Todd                                |
| 2001        | Pilot                                       | Patrick de joven                    |
| 2001        | Just Ask My Children                        | Brian Kniffen                       |
| 2001        | ER                                          | Russ                                |
| 2002        | Untitled Eric Gilliland Project             | Él mismo                            |
| 2002        | CSI: Crime Scene Investigation              | Jake Bradley                        |
| 2002        | Firestarter 2: Rekindled                    | Paul                                |
| 2002        | Any Day Now                                 | Young Colliar Sims                  |
| 2002        | The Nightmare Room                          | Drew                                |
| 2002        | State of Grace                              | Kenny Moss                          |
| 2002        | Boomtown                                    | Eddie Colson                        |
| 2002        | Touched by an Angel                         | Scott Hardwick                      |
| 2005        | Are We There Yet?                           | Él mismo                            |
| 2003        | Presidio Med                                | Curtis Altman                       |
| 2003        | The Guardian                                | Jeremy Hetherington                 |
| 2004        | Joan of Arcadia                             | Scott Brooks                        |
| 2004        | Salem's Lot                                 | Mark Petrie                         |
| 2004        | A Cinderella Story                          | Carter Farrell                      |
| 2005        | Checking Out                                | Jason Apple                         |
| 2005        | Mortuary                                    | Jonathan Doyle                      |
| 2004 — 2005 | Clubhouse                                   | Scott Hardwick                      |
| 2006        | The Hills Have Eyes                         | Bobby Carter                        |
| 2006        | Jam                                         | Josh                                |
| 2006        | Pepper Dennis                               | Chico de la fraternidad estudiantil |
| 2006        | Lonely Hearts                               | Eddie Robinson                      |
| 2006        | Outlaw Trail: The Treasure of Butch Cassidy | Jess                                |
| 2007        | Ghost Whisperer                             | Jason Bennett                       |
| 2007        | Boston Legal                                | Edward Scanlon                      |
| 2007 — 2008 | Aliens in America                           | Justin Tolchuck                     |
| 2008        | Greek                                       | Kirk                                |
| 2008        | Heroes                                      | Luke Campbell                       |
| 2009 — 2015 | Cougar Town                                 | Travis Cobb                         |
| 2010        | Norman                                      | Norman Long                         |
| 2010        | Easy A                                      | Brandon                             |
| 2018        | The Good Doctor (episodio. Cuarentena)      | Paramédico Tyler                    |
| 2020        | Utopia (serie de televisión)                | Ian                                 |
| 2021        | El joven Sheldon                            | Pastor Rob                          |

## Premios y nominaciones
Premios Ganados:
- 2000: Burbank International Children's Film Festival:: Mejor Actor Infantil por The First of May.[11]
- 2000: Young Artist Award: Mejor Actor de Reparto en una Serie Dramática por Any Day Now.[12]
- 2010: Rhode Island International Film Festival: Mejor Actor por Norman.[13]

Nominaciones:
- 2001: Young Artist Award: Mejor Actor de Reparto en una Serie Dramática por Any Day Now.[14]
- 2005: Young Artist Award: Mejor Actuación de un Actor Joven en una Película para Televisión, Miniserie o Especial por Salem's Lot.[15]